# Källby norra
Källby norra är en tätort i Källby socken i Götene kommun i Västergötland nordost om Källby. Tätorten avgränsades 2023 som en separat tätort efter att före dess utgjort norra delen av tätorten Källby.  2010 avgränsade SCB en mindre del av tätortens område till en separat småort benämnd Källlbytorp